# Adam Jerzy Ostaszewski

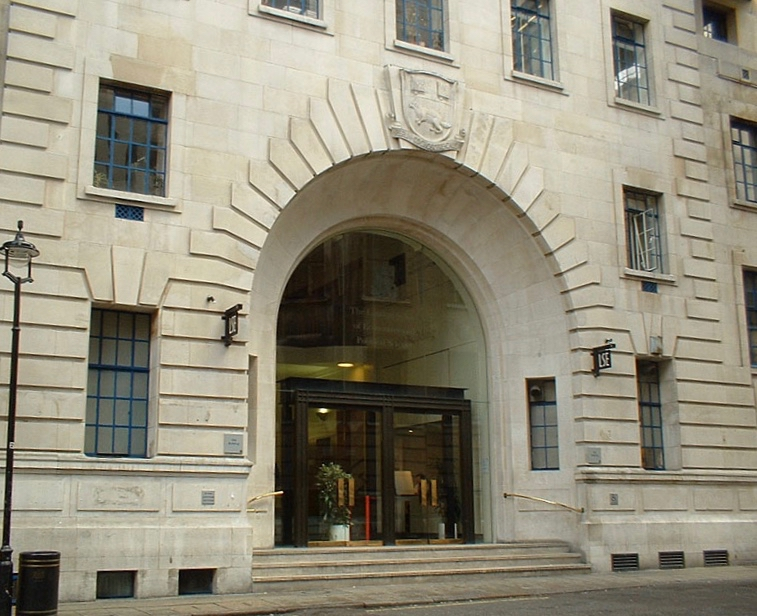
London School of Economics

Adam Jerzy Ostaszewski (ur. 22 stycznia 1949 w Londynie) – polsko-brytyjski matematyk, profesor w London School of Economics, działacz społeczny, członek i przewodniczący Polskiego Ośrodka Społeczno-Kulturalnego w Londynie, zajmującego się promocją polskiej kultury i sztuki.

## Życiorys
Jest synem Jerzego Ostaszewskiego (ur. 23 marca 1908), kapitana artylerii w kampanii wrześniowej i Zofii Schäfernaker. Jest profesorem, wykładowcą w London School of Economics. Studia matematyczne ukończył na Wydziale Matematycznym University College w Londynie, gdzie także doktoryzował się w 1973. Jego zainteresowania naukowe koncentrują się na teorii mnogości i topologii ogólnej oraz na zastosowaniach matematyki w ekonomii. Na swoim koncie ma publikacje takie, jak: Mathematics in Economics: models and method (1996) (polskie wydania: Matematyka w ekonomii: 1. Algebra elementarna, 2. Elementarny rachunek różniczkowy, 1996 i 2006) i Advanced Mathematics Methods (1990).
Jest działaczem polonijnym. W 1994 został wybrany przewodniczącym Polskiego Ośrodka Społeczno-Kulturalnego w Londynie. Rozwijał życie kulturalne w Ośrodku, pozyskując na ten cel subsydia brytyjskie.
Jest bratankiem Jana Ostaszewskiego, działacza emigracyjnego w Londynie.